# Alope spinifrons
Alope spinifrons is een garnalensoort uit de familie van de Hippolytidae. De wetenschappelijke naam van de soort werd als Hippolyte spinifrons in 1837 gepubliceerd door Henri Milne-Edwards.